# Amelia County
Amelia County är ett administrativt område i delstaten Virginia, USA, med 12 690 invånare. Den administrativa huvudorten (county seat) är Amelia.

## Geografi
Enligt United States Census Bureau har countyt en total area på 929 km². 924 km² av den arean är land och 5 km² är vatten.

### Angränsande countyn
- Powhatan County - nord
- Chesterfield County - nordost
- Dinwiddie County - sydost
- Nottoway County - syd
- Prince Edward County - sydväst
- Cumberland County - väst